# Генотеїзм
Генотеї́зм (англ. henotheism, грец. εἷς θεός heis theos "один бог") або енотеїзм — термін, уведений Максом Мюллером для позначення того стану релігійної свідомості, коли одиничні божества ще не мають визначеності й стійкості і кожне може заміняти всіх. Цей бог (напр. Індра, Аґні, Сур'я), до якого шанувальник звертається з молитвою, поєднує для нього атрибути всіх інших і являє собою (у цей момент) єдине верховне божество. Такий спосіб релігійного відношення, зауважений спочатку у ведичній релігії, властивий також і іншим, наприклад давньоєгипетській. З генотеїзмом не слід змішувати релігійно-філософське злиття всіх богів в одному певному, яке ми знаходимо, наприклад, в (пізніших) орфічних гімнах до Зевса.